# Il ragazzo dal kimono d'oro (serie televisiva)
Il ragazzo dal kimono d'oro è una serie televisiva di arti marziali del 1992 con protagonisti Ron Williams e Dorian D. Field, tratta dall'omonima serie di film e sequel del film TV Il ragazzo dal kimono d'oro 5 (1992). La serie è stata prodotta, scritta e diretta da Fabrizio De Angelis, che per sceneggiatura e regia si firma con lo pseudonimo Larry Ludman.
I primi due episodi andarono in onda in prima serata su Italia 1 il 6 e 13 novembre 1992, dopodiché la trasmissione fu interrotta e gli ultimi quattro andarono in onda solo in fascia notturna dal 7 al 28 dicembre del 1998. Nel 1996 fu poi trasmesso il film TV Il ragazzo dal kimono d'oro 6, il quale tuttavia presenta una trama alternativa a quella della serie ignorandone gli accadimenti.

## Episodi
| nº | Titolo                   | Prima TV Italia  |
| -- | ------------------------ | ---------------- |
| 1  | Il texano                | 6 novembre 1992  |
| 2  | Il ritorno di Joe Carson | 13 novembre 1992 |
| 3  | La sfida degli skinheads | 7 dicembre 1998  |
| 4  | I gemelli Rock           | 14 dicembre 1998 |
| 5  | Vacanze ai Caraibi       | 21 dicembre 1998 |
| 6  | L'ultima sfida           | 28 dicembre 1998 |

### Il texano
Finito in riformatorio, Joe Carson conosce "il texano" Niels Lundgren (nome svedese che ha causato confusione tra i fans della serie) e dopo averne guadagnato la fiducia lo convince a sfidare Larry per sottrargli il prezioso kimono d'oro.
- Titolo internazionale: The Texan

### Il ritorno di Joe Carson
Joe Carson esce dal riformatorio e, allenato da due maestri orientali di Kung Fu, torna a sfidare Larry.
- Titolo internazionale: The Return of Joe Carson

### La sfida degli skinheads
Dopo la precedente sconfitta Joe Carson si è redento ed è diventato amico di Larry. Nel frattempo in paese arrivano degli skinhead che se la prendono con amici e professori dei due eroi, costretti quindi ad una rappresaglia.
- Titolo internazionale: The War Against Skinheads

### I gemelli Rock
Joe Carson ha un incidente e finisce in ospedale in condizioni critiche. Per evitare la paralisi necessita di un'operazione che costa 2000 $, così l'amico Larry accetta la sfida organizzata dal vecchio nemico Alabama Bull, che gli mette contro due giganteschi taglialegna, i "gemelli Rock".
- Titolo internazionale: The Canadian Rockies

### Vacanze ai Caraibi
Joe Carson si è ripreso dall'infortunio. La classe di Larry va in vacanza ai Caraibi, ma anche lì sorgono problemi a causa del bullo locale Mortarito; seguirà uno scontro.
- Titolo internazionale: Caribbean Vacation

### L'ultima sfida
Larry offende due compagne di classe di uno studente svedese in gita negli USA, esperto di arti marziali. Battuto, entra in una fase di depressione finché non decide di sfidare nuovamente lo svedese.
- Titolo internazionale: The Last Match

## Altri media
Dalla serie fu tratto un romanzo scritto da Paolo Cervari con lo pseudonimo di Paul Kewar e pubblicato nella collana Oscar Mondadori nel 1992.